# Рюстов, Александер
Александер Рюстов (нем. Alexander Rüstow; 8 апреля 1885, Висбаден — 30 июля 1963, Хайдельберг) — немецкий экономист, социолог, историк, один из ведущих теоретиков социально-ориентированной рыночной экономики и ордолиберализма. Автор термина «неолиберализм».

## Биография
Представитель старой прусской военной семьи. Учился в гимназии Бисмарка под Берлином (ныне гимназия Гёте в Шарлоттенбург-Вильмерсдорф). С 1903 года изучал математику, физику, философию, право и политэкономику в университетах Гёттингена, Мюнхена и Берлина. Был в числе учеников Леонарда Нельсона. В 1908 году представил свою работу Der Lügner. Theorie, Geschichte und Auflösung des Russelschen Paradoxons (Лжец. Теория, история и решение парадокса Рассела).
В 1908—1911 годах работал руководителем отдела в издательстве BG Teubner в Лейпциге. Всегда интересовался авангардными течениями в искусстве и новыми направлениями в психологии. В 1911 году подготовился к защите по теории древнего философа Парменида Элейского, но начало Первой мировой войны прервало начатую работу.
Добровольцем участвовал в Первой мировой войне. За время войны награжден Железными крестами 2-го и 1-го класса и рыцарским крестом Королевского ордена Дома Гогенцоллернов с мечами. В 1918 увлёкся социалистическими идеями и с воодушевлением принял Ноябрьскую революцию в Германии.
С 1918 года работал в министерстве промышленности референтом по делам национализации угольной промышленности Рура. Однако позже стал критичнее относится к социалистическим идеям и в 1924 году ушёл из министерства.
После прихода к власти нацистов в 1933 году эмигрировал из Германии и занял пост профессора экономической географии и экономической истории в университете Стамбула. Именно здесь он написал свой главный труд «Ortsbestimmung der Gegenwart».
Вернулся на родину в 1949 году. С 1950 года читал лекции в Гейдельбергском университете. Позже руководил институтом Альфреда Вебера (Alfred-Weber-Institut), был председателем Немецкого объединения политических наук (Deutsche Vereinigung für Politische Wissenschaft), членом редакции журнала «Frankfurter Allgemeine Zeitung» и др.

## Научная деятельность
А. Рюстов считал осуществление политики свободной конкуренции причиной того, что монополии получили большое влияние в экономической жизни развитых стран. Осуждал формы капиталистической конкуренции, установившиеся в конце XIX века, связывая её пороки с недостаточным воздействием государства на экономику. По его мнению, только государство может обеспечить развитие действительно свободного хозяйства.
Подчёркивал опасности, угрожающие капитализму в том случае, если будет сделана ставка только на стихийный механизм конкуренции. Как неолиберал, призывал к энергичным мероприятиям со стороны государства. В работах А. Рюстова содержатся тревожные высказывания по вопросу о перспективах развития капиталистического общества.

## Избранные труды
- Der Lügner. Theorie, Geschichte und Auflösung des Russellschen Paradoxons, Erlangen, 1910
- Schutzzoll oder Freihandel?, 1925 (Таможенная защита или свободная торговля?).
- Das Für und Wider der Schutzzollpolitik, 1925 (За и против политики таможенной защиты).
- Das Versagen des Wirtschaftsliberalismus, 1945,
- Zwischen Kapitalismus und Kommunismus, 1949.
  - Рюстов А. Между капитализмом и коммунизмом. // Концепция хозяйственного порядка. Учение ордолиберализма / Общ. ред. К. Херрманна-Пиллата. — М.: Фонд «За экономическую грамотность», 1997. — С. 62–114.
- Ortsbestimmung der Gegenwart. Eine universalgeschichtliche Kulturkritik, т. 1-3, 1950—1957: т. 1: Ursprung der Herrschaft, т. 2: Weg der Freiheit, т. 3: Herrschaft oder Freiheit?
- Wirtschaft und Kultursystem, 1955 (Промышленность и культура).
- Die Kehrseite des Wirtschaftswunders, 1961 (Обратная сторона промышленного чуда).